# Diyu

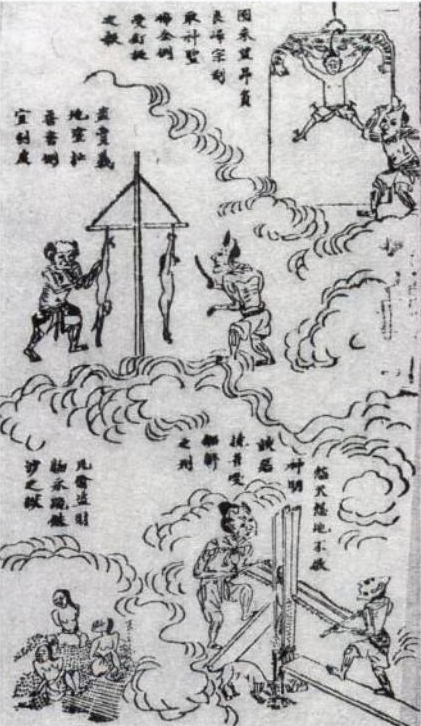
Ilustración del Registro de Jade del, que muestra a los pecadores siendo torturados en el sexto tribunal del infierno. Clavando púas de metal en sus cuerpos; desollándolos vivos; cortando sus cuerpos por la mitad; arrodillándose sobre limaduras de metal.

Di Yu (literalmente ‘prisión terrenal’) es el reino de los muertos del Inframundo o el infierno en la mitología china y en el taoísmo religioso. Está ligeramente basado en el concepto budista del reino Naraka combinado con creencias chinas acerca de la vida tras la muerte y un amplio abanico de expresiones populares, y reinterpretaciones de ambas tradiciones.
Estos infiernos (como Fengdu) son administrados por deidades y jueces que evalúan las acciones de las almas. Las penas son temporales, destinadas a purificar antes de la reencarnación. La administración celestial de los infiernos enfatiza un sistema burocrático celestial, donde las almas son juzgadas según sus méritos y acciones, con posibles recompensas o castigos en diferentes planos.
La escritura de su nombre es la siguiente:
- 地獄 (en chino tradicional)
- Dì Yù (en pinyin)
- Ti-yü (en Wade-Giles)
- Jigoku (en japonés)

## Descripción
Di Yu es regido por 'Yanluo Wang (閻羅王), el rey del infierno, el cual es una figura adaptada y "equivalente" a la figura budista de Yama.   
Di Yu se describe cono un laberinto de mazmorras subterráneas donde las almas son tratadas en concordancia con sus pecados terrenales. Di Yu es una especie de lugar de "purgatorio", ya que no sólo sirve solo para castigar sino también para renovar a los espíritus pecadores cara a la siguiente encarnación. Hay muchas deidades y lugares asociados con el lugar, cuya cantidad, nombres y propósitos a veces están sujetos a informaciones contradictorias.
Así, el número exacto de niveles del infierno chino —y sus divinidades asociadas— difiere tanto en la tradición budista como en la taoísta. Algunos hablan de tres o cuatro, mientras que otros de diez o incluso más; siendo el número más conocido y/o aceptado el de diez, y administrados por los diez jueces, también conocidos como los diez reyes de Yama. 
Cada juez trata diferentes aspectos de la compensación por los pecados. Por ejemplo, el asesinato se castiga por un juez, el adulterio por otro. De acuerdo con algunas leyendas chinas, hay dieciocho niveles en el infierno. El castigo también varía de acuerdo con la creencia, pero en muchas leyendas se habla de cámaras donde los malhechores son serrados por la mitad, decapitados, lanzados a fosos inmundos u obligados a escalar árboles flanqueados por hojas afiladas: o torturas incluyen ser aplastados por rocas, arder en pozos de fuego, o sufrir hambre eterna, dependiendo del pecado.
Respecto a su conformación, se describe conformado por los siguientes lugares o infiernos: 
- Fengdu (酆都): La Ciudad de los Muertos, ubicada en la provincia de Sichuan, es considerada la entrada al infierno taoísta.  Aquí, las almas son juzgadas por sus acciones en vida, especialmente por violar principios éticos como los Diez Preceptos Taoístas (asesinato,

robo, lujuria, etc.).
- Youdu ( chino :幽都; pinyin : yōudū ) en la mitología china es la capital del Diyu. Se la concibe como similar a una capital china típica, como Chang'an, pero rodeada y permeada por la oscuridad.
- Los Diez Tribunales del Infierno:  los infiernos donde se administras los castigos de acuerdo a los pecados cometidos. (Un equivalente a los infiernos de Dante).

Sin embargo, la mayor parte de las leyendas están de acuerdo con que una vez un alma ha recibido el trato que merecía por sus pecados y se ha arrepentido, Meng Po le da el Té del Olvido (孟婆湯) para que lo beba en el Puente de la Amnesia (奈何橋); y seguidamente para luego mandarlos de vuelta al mundo terrenal para renacer.
Los rituales taoístas, como el Zhai (ayuno) o el Jiao (ofrendas), buscan acortar el sufrimiento de las almas en el Diyu.